# Xagħra
Xagħra é um povoado da ilha de Gozo em Malta. Xagħra tem uma área de 250 ha e uma população de 4.886 pessoas (mar de 2014).
Foi, provavelmente, a primeira localidade da ilha de Gozo (Malta) a ser habitada, e construída sobre terreno elevado. Tem una rica herança histórica rodeada pelas baías de Ramla (considerada a melhor praia de Malta), Għajn Barrani e Marsalforn. Em Xagħra perduram dois templos de pedra do Neolítico de Ġgantija, declarados património mundial; datam de 3600 antes de Cristo, o que os situa entre os edifícios de pedra independentes mais antigos do mundo.

## Património
- Basílica da Natividade da Virgem Maria - domina a Praça Maior
- Gruta de Xerri e caverna de Ninu - conhecidas pelas suas formações de estalactites e estalagmites
- Caverna de Calipso - localizada num extremo da cidade, é o suposto lar da ninfa na Odisseia de Homero.